# Русотина
Русотина — древнерусский город в составе Переяславского княжества, упомянутый в летописи под 1147 годом. Являлся сторожевой крепостью Трубежской оборонительной линии в верхнем течении Трубежа, препятствовавшей нападениям кочевников на Переяславль с севера.

## История
Основание Русотины предполагают во времена Владимира Святославича в связи с летописным упоминанием заложения им Трубежской оборонительной линии: «и реч̑  Володимеръ . се не добро єсть мало городовъ ѡколо Кыєва . и нача ставити городы по Деснѣ . и по Оустрьи . по Трубешеви и по Сулѣ . и по Стугнѣ». Первое чёткое упоминание в Ипатьевской летописи в связи с походом князя Изяслава Мстиславича в 1147 году: «Изславъ же ре имъ . а тотъ добръ кто по мнѣ поидет̑ и то рекъ съвъкоупи О множество вои . и поиде иде . же на Лто . и ѿтолѣ иде къ Снѣжатиноу и ѿтъ Нѣжатина . шедъ и ста оу Роусотинъı . полкъı своими ...». Судя по археологическим данным, крепость была разрушена в ходе монгольского нашествия на Русь.

## Городище
Городище Русотины находится на юго-восточной окраине села Русанов Броварского района Киевской области. Оно имеет округлую форму с диаметром 80 м, площадью 0,22 га и кольцевым валом по периметру. Высота вала с внешней стороны в некоторых местах достигает 4 м, средняя высота — 2,5 м. Следы рва практически отсутствуют. Особо крутые участки сохранились с северной и восточной стороны. Въезд в городище прослеживается с северо-западной стороны.
Городище было исследовано М. П. Кучерой в 1965 году и занесено в реестр памятников культурного наследия в 1970 году. Культурный слой имеет толщину 0,7—0,8 м и датируется XI—XIII веками. В валу городища Кучера обнаружил деревянные срубы, являвшиеся основой укреплений, в которых находились клети военно-хозяйственного предназначения. Они сохранились в обугленном состоянии, что свидетельствует о гибели города вследствие вражеского нападения, сопровождавшегося пожаром. К югу и северу от городища расположено неукреплённое поселение (селище), границы которого чётко не выявлены. В настоящее время городище то и дело подвергается разграблению чёрными копателями.